# Исправник

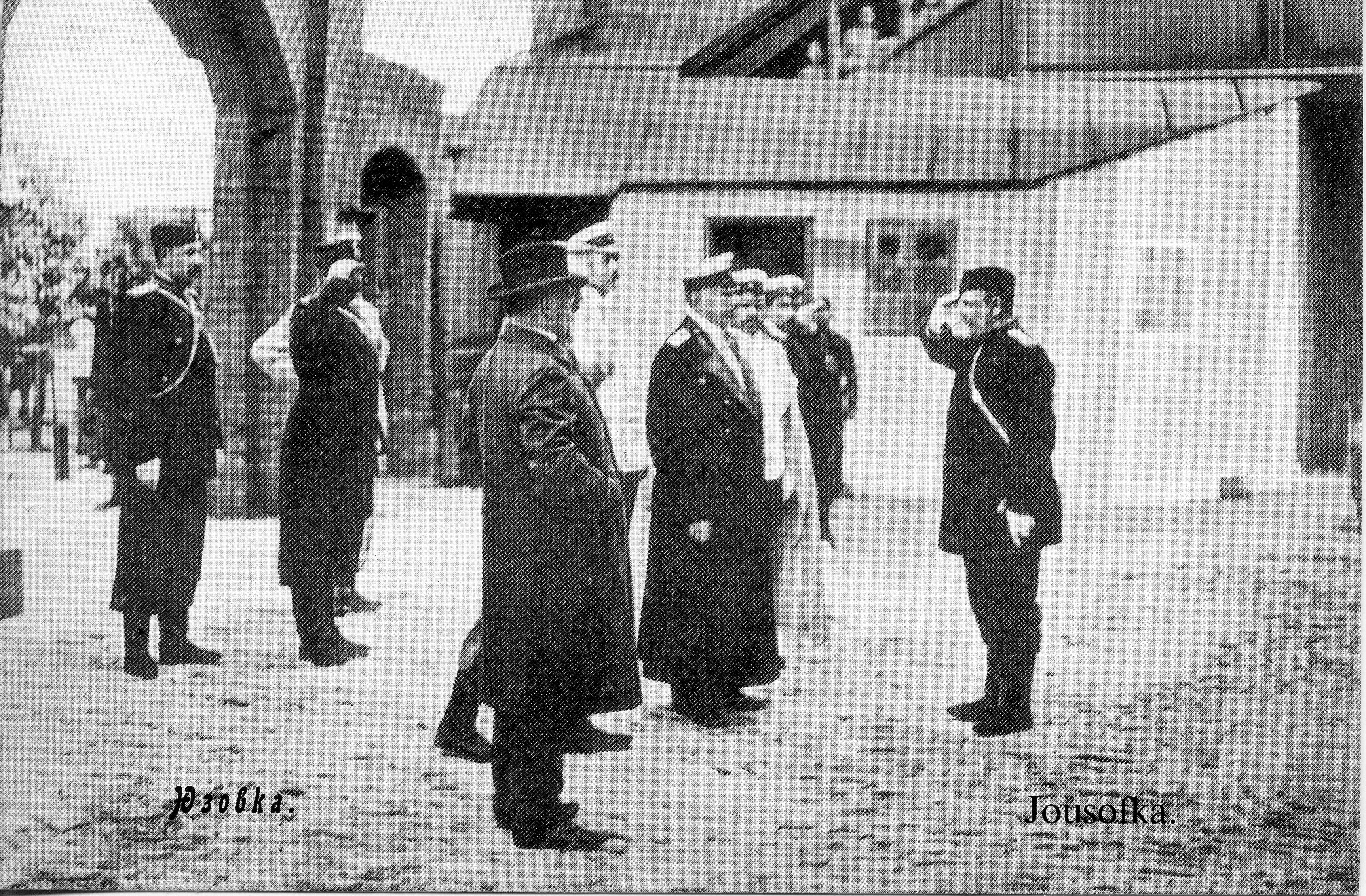
Дореволюционная открытка из Юзовки. Встреча Екатеринославского губернатора Александра Михайловича Клингенберга. На открытке также изображены Бахмутский уездный исправник Неровня, заведующий Юзовским горным районом, исполняющий действия помощника исправника на правах исправника П. С. Осетров, пристав Юзовской полиции А. Н. Экк, заведующий канцелярией Н. К. Тимощенко.

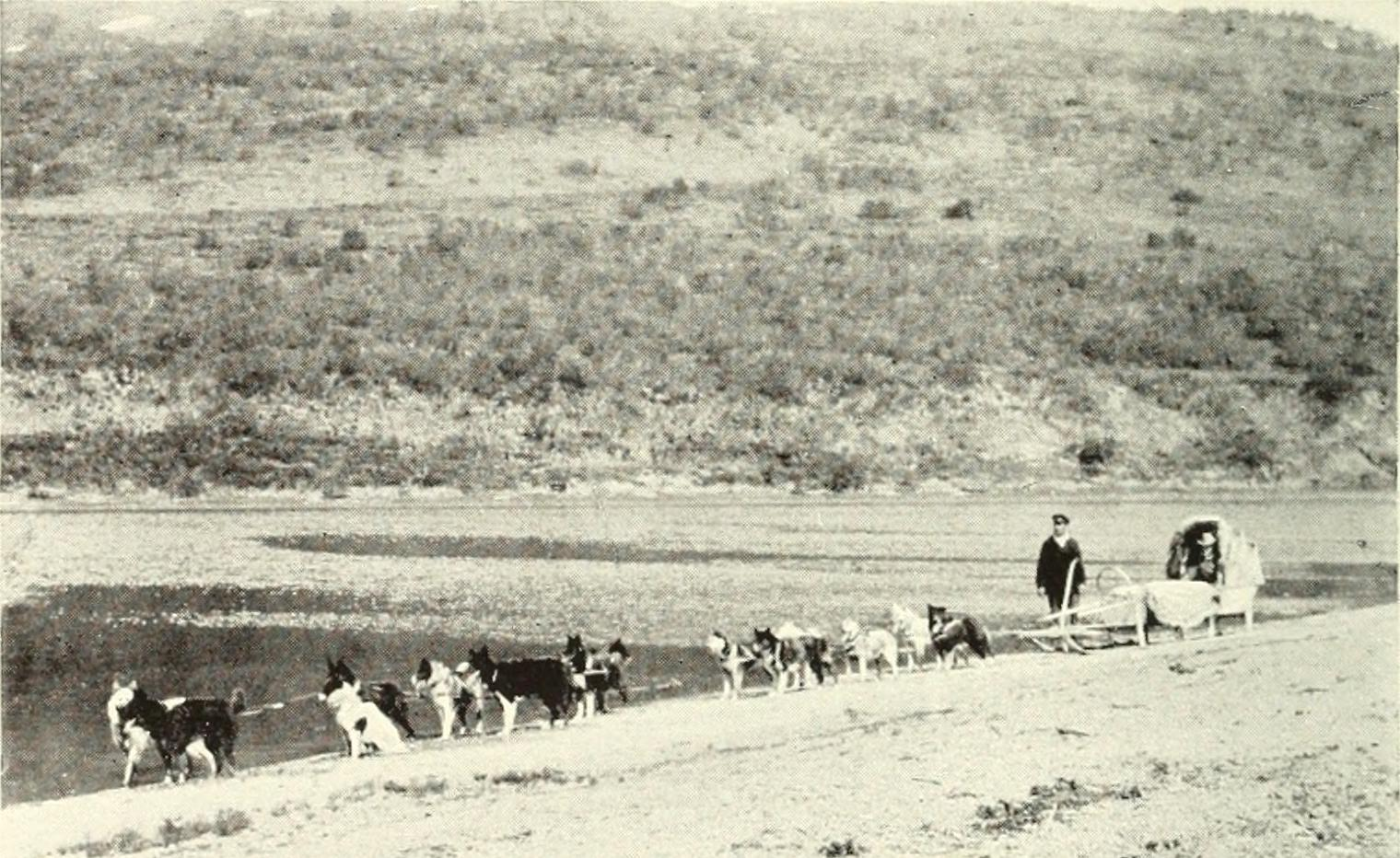
Упряжка ездовых собак исправника, 1904 год.

Испра́вник — представитель уездной администрации в Российской империи. Между 1775—1862 — выборная должность, глава нижнего земского суда, осуществлявший управление, в первую очередь полицейское, сельской территорией уезда. После 1862 года — глава (начальник) полиции уезда, назначенный губернатором.
Также «исправник» — историческое название должности в Дунайских княжествах.

## Этимология
Название «исправник» происходит от глагола «исправлять», который во времена введения должности капитана-исправника имел значение «осуществлять», «исполнять» (например, «исправлять должность»). Саму полицию в те времена называли «исправа».

## Описание
Должность исправника, как представителя высшей полицейской власти в уезде, была учреждена Екатериной II в 1775 году. В рамках губернской реформы 1775 был создан земский суд, и вплоть до упразднения земских судов в 1862 году, должность главы нижнего земского суда именовалась «земский исправник» либо «земский капитан» (также капитан-исправник). Капитан-исправник избирался местным дворянством на срок в три года и в своей деятельности был связан коллегиальным составом земского суда. Нижний земской суд (с 1797 — просто земской суд), возглавляемый капитаном-исправником, действовал в пределах уезда, но его власть не распространялась на города (там были городничие). В сферу ответственности входили: «попечение об охранении тишины и спокойствия в уезде, приведение в исполнение распоряжений правительственных властей, полиция торговая, наблюдение за исправным состоянием дорог и мостов, меры к прекращению заразительных болезней и скотских падежей, меры предосторожности относительно огня, а также часть следственная, разбирательство по маловажным проступкам и решение незначительных исков». С 1837 года земскому исправнику подчинялись становые приставы, в деревнях — сотские, в местечках и заштатных городах, не имевших городской полиции — тысяцкие и пятисотские.
К XIX веку стало ясно, что земская полиция, как орган дворянского самоуправления, не осуществила своего назначения. Земский суд и земский исправник были подчинены губернским властям и не пользовались никакой самостоятельностью. С другой стороны, должность земского исправника весьма невысоко ценилась дворянским обществом, что вело к уклонению дворянства от местной службы.
По «Временным правилам об устройстве полиций в городах и уездах губерний, по общему учреждению управляемых», принятым 25 декабря 1862 года, в большинстве (44 из 51) губерний Европейской России уездная полиция объединялась с городской в составе единого уездного полицейского управления. Возглавлявший его уездный исправник более не избирался уездным дворянством, а назначался губернатором и утверждался Министром внутренних дел, обладая фактически единоличной властью в уезде. Исключение составляли Тобольская, Томская губернии и Иркутское генерал-губернаторство, где власть исправника не была единоличной, так как в состав окружных полицейских управлений там входили и земские заседатели.
В качестве представителя губернатора в уезде исправник был обязан наблюдать за общественной безопасностью и за правильным делопроизводством в уездной полиции. Его власть распространялась на весь уезд, за исключением губернских и некоторых других городов, имевших свою особую полицию. В обязанности исправника входили «обозрения уезда» дважды в год. В ходе этих «обозрений» исправник инспектировал подчинённых ему становых приставов.
В губерниях Царства Польского, а также в неевропейских губерниях (Кавказ, Закаспийская область, Туркестанский край, области Приамурского генерал-губернаторства), глава полиции именовался не «исправник», а в зависимости от статуса соответствующей административно-территориальной единицы: в округе — окружный начальник, в уезде — уездный начальник.
Классный чин уездного исправника соответствовал чину надворного советника (7 класс Табели о рангах). Однако при назначении уездных исправников губернаторам было предоставлено право «не стесняться при этом правилами о соответствии чинов с классом должности».
В период 1860-х — 1870-х годов исправник, по своей должности, являлся членом уездных коллегиальных учреждений, таких как: училищный совет, присутствие по воинской повинности, и других, а также был председателем уездного распорядительного комитета, который контролировал выполнение обязательных повинностей органами местного самоуправления. В губернских и крупнейших уездных городах ему соответствовал городничий.
Помощник исправника назначался и увольнялся тем же порядком, что и исправник. В круг его обязанностей входил текущий надзор за делопроизводством своего полицейского управления. Сверх того, в качестве ближайшего сотрудника исправника, его помощник исполнял другие поручения, возлагаемые на него начальником. На правах городского пристава помощник исправника заведовал также исполнительно-полицейской частью в тех уездных городах, где особых полицейских приставов по штату не полагалось. При болезни исправника, увольнение его в отпуск или от службы помощник вступал во все права и обязанности своего начальника. Во время краткосрочных отъездов исправников по делам службы в уезд их помощники исполняли обязанности своих начальников только по текущим делам, без права издавать без их ведома распоряжения по важнейшим делам, кроме случаев, не терпящих отлагательства.

## Вне Российской Империи
В Дунайских княжествах, исправник был помощником боярина, ответственного за обеспечение правопорядка, изначально, в средние века, в этих княжествах лица, исполняющие указания воеводы. Кроме того, в Трансильвании в средние века исправник — назначенный придворный сановник.